# Clinocera minutissima
Clinocera minutissima är en tvåvingeart som först beskrevs av Vaillant 1960.  Clinocera minutissima ingår i släktet Clinocera och familjen dansflugor. Inga underarter finns listade i Catalogue of Life.